# Алексей Венецианов
Алексѐй Гаврѝлович Венециа̀нов (на руски: Алексей Гаврилович Венецианов) е руски художник.
Роден е на 18 февруари (7 февруари стар стил) 1780 година в Москва в семейството на търговец с гръцки произход. Първоначално работи като геодезист и държавен чиновник, занимава се изцяло с рисуване след 1819 година. Придобива известност с портретите си на видни личности и антифренски гравюри по време на Наполеоновите войни, но рисува и сцени от селския живот, през 1830 година получава титлата „придворен живописец“.
Алексей Венецианов умира на 16 декември (4 декември стар стил) 1847 година край село Поддубие, като изпада в движение от колата си и се блъска в километричен камък.